# Костенко, Тамара Николаевна
Тамара Николаевна Костенко (род. 17 марта 1937 года, посёлок Хадыженский, Нефтегорский горсовет, Азово-Черноморский край, СССР) — советский работник сельского хозяйства, Герой Социалистического Труда.

## Биография
Родилась 17 марта 1937 года в посёлке Хадыженский.
Окончила семь классов школы. В Ейском сельскохозяйственном техникуме получила трудовую специальность «зоотехния».
Трудовую деятельность начала в 1955 году заведующей молочно-товарной фермы № 2 колхоза «Победа» Кущёвского района. Приняв ферму в запущенном состоянии, она за короткий срок вывела её в передовые по культуре организации труда и надоям. В 1976 году от каждой коровы в среднем получали по 4120 килограммов молока, что составило на 20 килограммов больше показателей предшествующего года. При годовом обязательстве 1067 тонн молока государству было продано 1090 тонн высококачественной продукции.
Указом Президиума Верховного Совета СССР от 23 декабря 1976 года за выдающиеся успехи, достигнутые во Всесоюзном социалистическом соревновании, проявленную трудовую доблесть в выполнении планов и социалистических обязательств по увеличению производства и продажи государству зерна и других сельскохозяйственных продуктов в 1976 году, Костенко Тамаре Николаевне было присвоено звание Героя Социалистического Труда с вручением ордена Ленина и золотой медали «Серп и Молот».
Будучи членом КПСС, избиралась делегатом XXVII съезда КПСС.
Стала автором нескольких работ, включая «Наша ферма сегодня и завтра» (Краснодар, Книжное издательство, 1979 год).
С 1992 года Тамара Николаевна находится на пенсии, проживает в Среднечубуркском сельском поселении Кущёвского района Краснодарского края.

## Награды и звания
- Награждена 2 орденами Ленина (06.09.1973; 23.12.1976), орденами Трудового Красного Знамени (08.04.1971), Дружбы народов (29.08.1986), медалями, а также серебряной медалью ВДНХ СССР[1].
- Заслуженный работник сельского хозяйства Кубани (1996)[1][4].
- В 2002 году Т. Н. Костенко была награждена Почетной грамотой администрации Краснодарского края[5].